# اقتصاد لسوتو
اقتصاد لسوتو بر پایه گردشگری، صنعت، معدن و کشاورزی استوار است و به‌شدت به انتقال وجه از سوی مهاجران لسوتویی در خارج کشور وابسته است.لسوتو که کشور محصور در خشکی و با درآمد متوسط پایین است، به‌طور کامل درون خاک آفریقای جنوبی قرار دارد و از نظر اقتصادی به‌شدت به این کشور وابسته است. درصد زیادی از جمعیت این کشور به کشاورزی معیشتی مشغول‌اند، اگرچه روندی تدریجی به‌سوی رشد گردشگری و صنایع سبک در جریان است.
لسوتو عضو اتحادیه گمرکی جنوب آفریقا  (SACU) است که در آن، تعرفه‌های گمرکی بین کشورهای عضو شامل بوتسوانا، نامیبیا، آفریقای جنوبی و اسواتینی حذف شده‌است. این کشور همچنین بخشی از منطقه پولی مشترک به‌نام منطقه پولی رند است که در آن از رند آفریقای جنوبی به عنوان ارز رسمی استفاده می‌شود. با این حال، لسوتو در سال ۱۹۸۰ واحد پولی خود یعنی لوتی را معرفی کرد. هر لوتی معادل صد «لیسنت» است و نرخ برابری آن برابر با رند آفریقای جنوبی است.

## تاریخچه اقتصادی
تاریخچه اقتصادی اولیهٔ لسوتو با ادغام این کشور در اقتصاد منطقه‌ای آفریقای جنوبی، وابستگی شدید به مهاجرت نیروی کار و اتکا به کشاورزی شکل گرفت. در سدهٔ نوزدهم، لسوتو یکی از صادرکنندگان مهم محصولات کشاورزی بود و غلات و موی بز را به اردوگاه‌های معدنی آفریقای جنوبی صادر می‌کرد. با این حال، در آغاز سدهٔ بیستم، کمبود زمین و شرایط نامساعد اقلیمی باعث شد لسوتو به واردکنندهٔ خالص مواد غذایی و منبع نیروی کار برای معادن و مزارع آفریقای جنوبی تبدیل شود.
مهاجرت نیروی کار به یکی از ارکان اقتصادی کشور تبدیل شد و ده‌ها هزار مرد باسوتویی در طول قرن بیستم برای کار به آفریقای جنوبی رفتند. تا سال ۱۹۸۲، بیش از ۱۰۰٬۰۰۰ نفر از شهروندان لسوتو در صنایع آفریقای جنوبی مشغول به کار بودند.
استقلال لسوتو در ۴ اکتبر ۱۹۶۶، آغازگر جریان‌های کمک مالی بین‌المللی از سوی کشورهایی مانند بریتانیا و سوئد و نیز نهادهای چندجانبه بود. در آغاز، کمک‌های خارجی عمدتاً به کشاورزی اختصاص یافتند، زیرا لسوتو جامعه‌ای کاملاً کشاورزی فرض می‌شد. اما طرح‌های بزرگ توسعه روستایی، از جمله پروژه‌های بانک جهانی و آژانس توسعه بین‌المللی آمریکا (USAID)، به دلایلی مانند برنامه‌ریزی ضعیف و نبود مشارکت محلی، بارها شکست خوردند.
بی‌ثباتی سیاسی نیز بر الگوی کمک‌های خارجی تأثیر گذاشت. پس از کودتای سال ۱۹۷۰، کمک‌های بریتانیا و سوئد به‌طور موقت قطع شد اما در همان سال دوباره از سر گرفته شد. لسوتو همچنین با بهره‌برداری از مخالفت خود با آپارتاید، موفق شد پس از قیام سووتو در سال ۱۹۷۶ و درگیری‌های مرزی ترانسکئی، کمک‌های بیشتری جذب کند. تا سال ۱۹۷۹، میزان کمک‌های توسعه‌ای به ۶۴ میلیون دلار رسید.
اقتصاد لسوتو از سال ۱۹۹۲ تا پیش از ناآرامی‌های سیاسی سپتامبر ۱۹۹۸، به‌طور پیوسته رشد داشت. اما شورش‌ها باعث نابودی حدود ۸۰٪ زیرساخت‌های تجاری در ماسرو و دو شهر بزرگ دیگر کشور شد که تأثیر ویرانگری بر اقتصاد کشور گذاشت. با این وجود، لسوتو چندین برنامه تعدیل ساختاری صندوق بین‌المللی پول را با موفقیت اجرا کرد و نرخ تورم در طول دهه ۱۹۹۰ به‌طور چشمگیری کاهش یافت. با این حال، کسری تجاری کشور همچنان بالا باقی ماند؛ زیرا صادرات تنها بخش کوچکی از واردات را پوشش می‌دهد.
بحران اقتصادی جهانی تأثیر شدیدی بر اقتصاد لسوتو گذاشت. کاهش صادرات پوشاک و از دست رفتن مشاغل این بخش، که عمدتاً به دلیل رکود اقتصادی در ایالات متحده—مقصد اصلی صادرات—رخ داد، کاهش صادرات و قیمت الماس، افت درآمدهای اتحادیه گمرکی جنوب آفریقا (SACU) به دلیل رکود در اقتصاد آفریقای جنوبی، و کاهش وجوه ارسالی کارگران بر اثر کاهش اشتغال در بخش معدن آفریقای جنوبی از دلایل عمده این رکود بودند. در سال ۲۰۰۹، رشد تولید ناخالص داخلی به ۰٫۹ درصد کاهش یافت.

## پیشرفت اقتصادی
پیشرفت لسوتو در گذار از اقتصادی عمدتاً معیشتی به اقتصادی با درآمد متوسط پایین، متنوع و مبتنی بر صادرات منابع طبیعی و کالاهای صنعتی، موجب افزایش درآمد و امنیت اقتصادی بخش قابل‌توجهی از جمعیت شده‌است. نسبت جمعیتی که با کمتر از ۱٫۲۵ دلار آمریکا (بر اساس برابری قدرت خرید) در روز زندگی می‌کردند، از ۴۸٪ در سال ۱۹۹۵ به ۴۴٪ در سال ۲۰۰۳ کاهش یافت.
نرخ بیکاری در سال ۲۰۰۸ برابر با ۲۵٫۲۹٪ بود و در سال ۲۰۱۲ به ۲۷٫۲٪ رسید، اما تا سال ۲۰۱۷ کاهش یافته و به ۲۳٫۰۶٪ رسید. همچنین، درصد جمعیتی که زیر خط فقر زندگی می‌کنند، از ۵۸٪ در سال ۲۰۰۲ به ۴۹٫۲٪ در سال ۲۰۱۷ کاهش یافت.
با این حال، لسوتو همچنان در رده کشورهای دارای «توسعه انسانی پایین» قرار دارد (رده ۱۵۵ از میان ۱۹۲ کشور بر اساس طبقه‌بندی برنامه توسعه سازمان ملل). امید به زندگی در بدو تولد در این کشور ۴۲٫۳ سال است. با این وجود، نرخ سواد بزرگ‌سالان نسبتاً بالا و حدود ۸۲٪ است و تنها ۲۰٪ از کودکان زیر ۵ سال دچار کم‌وزنی هستند.
لسوتو از منابع گوناگونی کمک اقتصادی دریافت کرده‌است، از جمله از ایالات متحده آمریکا، بانک جهانی، بریتانیا، اتحادیه اروپا و آلمان.
در لسوتو حدود ۶٬۰۰۰ کیلومتر جاده آسفالت‌نشده و جاده‌های مدرن با قابلیت تردد در تمام شرایط آب‌وهوایی وجود دارد. همچنین یک خط راه‌آهن کوتاه برای حمل‌ونقل بار، این کشور را به آفریقای جنوبی متصل می‌کند که به‌طور کامل متعلق به آفریقای جنوبی بوده و توسط آن اداره می‌شود.

## بخش‌ها

### پوشاک
لسوتو با بهره‌گیری از قانون رشد و فرصت‌های آفریقا (AGOA) به بزرگ‌ترین صادرکننده پوشاک به ایالات متحده آمریکا در میان کشورهای جنوب صحرای آفریقا تبدیل شده‌است. برندها و خرده‌فروشان آمریکایی که از لسوتو پوشاک تأمین می‌کنند شامل فوت‌لاکر، گپ، گلوریا وندربیلت، جی‌سی‌پنی، لیوایز، ساکس فیفت اونیو، سیرز، تیمبرلند و وال‌مارت هستند.
در اواسط سال ۲۰۰۴، اشتغال در این بخش به بیش از ۵۰٬۰۰۰ نفر (عمدتاً زنان) رسید، که برای نخستین بار تعداد کارگران بخش تولیدی را از کارکنان دولت فراتر برد. در سال ۲۰۰۸، صادرات این بخش عمدتاً به ایالات متحده، به ۴۸۷ میلیون دلار رسید. با این حال، از سال ۲۰۰۴ به بعد، به دلیل رقابت شدید بین‌المللی، اشتغال در این بخش تا اواسط ۲۰۱۱ به حدود ۴۵٬۰۰۰ نفر کاهش یافت. این صنعت در آن زمان بزرگ‌ترین کارفرمای رسمی در لسوتو به‌شمار می‌رفت.
این بخش همچنین برنامه‌ای گسترده برای مبارزه با اچ‌آی‌وی/ایدز به‌نام اتحاد پوشاک لسوتو برای مبارزه با ایدز (ALAFA) راه‌اندازی کرده‌است. این برنامه در سطح صنعت، خدمات پیشگیری و درمان برای کارگران فراهم می‌کند.

### دامداری

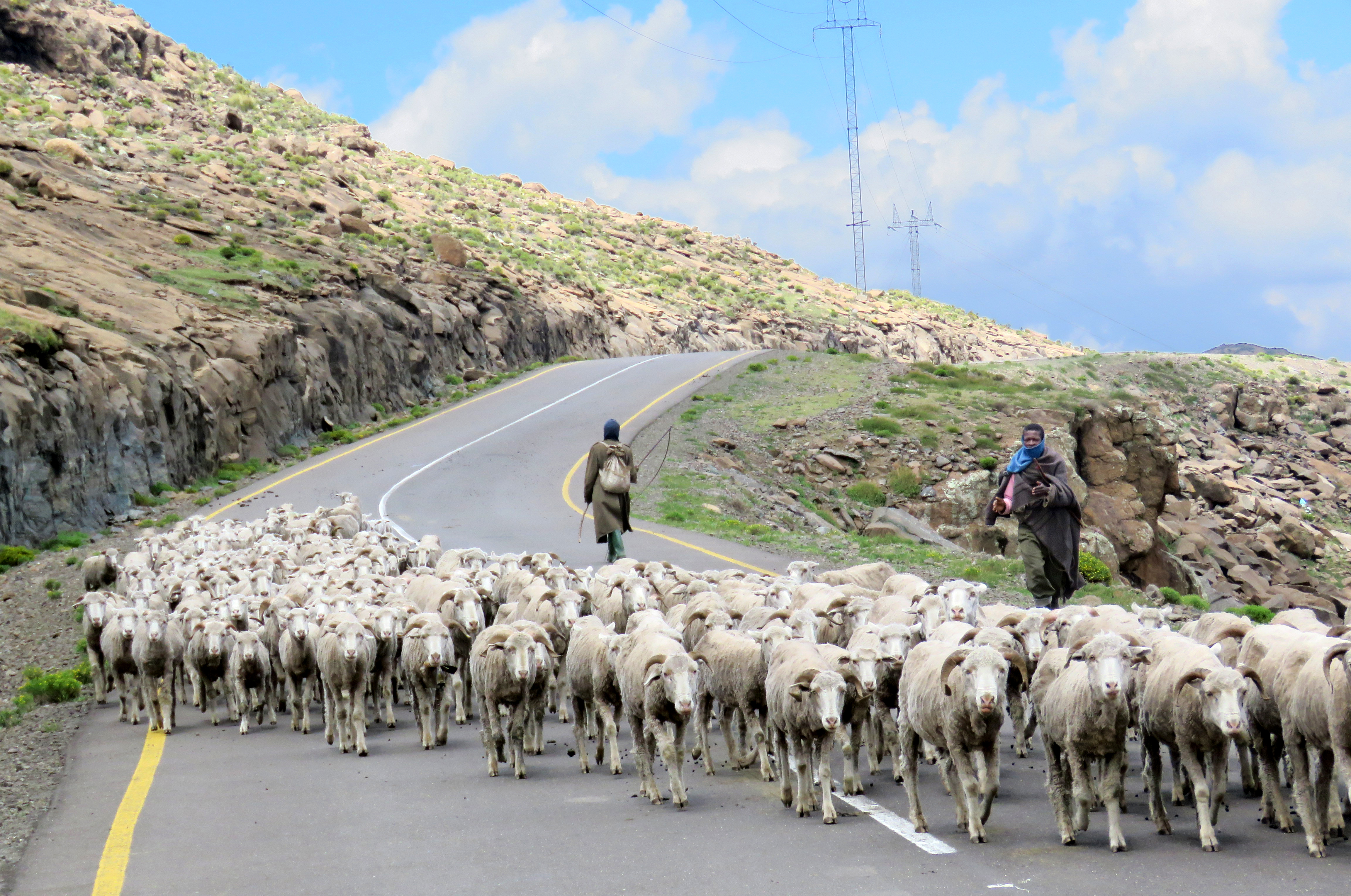
چوپانان ارتفاعات در لسوتو

دشت‌های غربی، ناحیهٔ اصلی کشاورزی در کشور هستند. نزدیک به ۵۰٪ از جمعیت از طریق کشت غیررسمی محصولات یا دامداری امرار معاش می‌کنند و تقریباً دو سوم از درآمد کشور از بخش کشاورزی حاصل می‌شود. حدود ۷۰٪ از جمعیت لسوتو در مناطق روستایی زندگی می‌کنند و در حوزه کشاورزی مشغول به کار هستند.

## زنان در اقتصاد
اگرچه دسترسی زنان به آموزش متوسطه بیشتر از مردان است، اما درآمد مردان به‌طور متوسط ۱٫۵ برابر درآمد زنان است.
پیش از دههٔ ۱۹۵۰، زنان باسوتو به‌دلیل کاهش کشاورزی در کشور، برای کار به آفریقای جنوبی مهاجرت می‌کردند. بسیاری از این زنان مهاجر، مجرد بودند و برخی نیز به‌طور دائم در آفریقای جنوبی ماندگار شدند. همچنین برخی از زوج‌های متأهل نیز با یکدیگر به آفریقای جنوبی برای کار سفر می‌کردند. در سال ۱۹۲۳، قانون گذرنامه داخلی به‌نام «قانون بومیان (مناطق شهری)» در آفریقای جنوبی تصویب شد که بر اساس آن، مردان سیاه‌پوست برای حضور در مناطق سفیدپوست‌نشین باید گذرنامه‌ای ویژه همراه داشتند. در سال ۱۹۵۲، اصلاحیه‌ای به این قانون اضافه شد که زنان را نیز مشمول آن کرد. این اصلاحیه باعث کاهش مهاجرت نیروی کار زن شد، به‌طوری‌که تا دههٔ ۱۹۷۰ تنها ۳۶٫۱٪ از زنان بالای ۳۹ سال در لسوتو سابقهٔ کار در آفریقای جنوبی را داشتند. زنان لسوتو در معادن کار نمی‌کردند.
در دههٔ ۱۹۸۰، لسوتو برای تقویت صنعت تولیدی خود، کمک‌های بین‌المللی دریافت کرد. بخش عمدهٔ نیروی کار این صنعت را زنان جوان تشکیل می‌دادند. در سال ۱۹۹۰، حدود ۹۲٪ از کارکنان صنعت نساجی و پوشاک در لسوتو را زنان تشکیل می‌دادند.
در حال حاضر حدود ۸۶٪ از نیروی کار زن در لسوتو در صنعت نساجی مشغول به کار هستند.